# الخواجة محمد شريف
الخواجة محمد شريف (بالفارسية:  خواجه محمد شریف) كان رجل دولة فارسيًا، شغل منصب الوزارة لعدة مقاطعات في الدولة الصفوية. وكان شاعرًا كتب قصائده بتخلص «هجري».

## سيرته
الخواجة محمد شريف من مواليد مدينة طهران الإيرانيَّة، تم تعيين شقيقه الخواجة ميرزا أحمد عمدة للري من قبل الشاهنشاه طهماسب الأول. بعد وفاة والده، غادر محمد شريف إلى خُراسان حيث أضحى شاعر ووزير مُحمَّد خان تكيلو وابنه تتار سُلطان اللَّذين كانا حُكَّامًا على مُقاطعة خُراسان في الدولة الصفويَّة. لاحقًا دخل مُحمَّد شريف في خِدمة الشاهنشاه طهماسب الأول حيث أسند إليه منصب الوزارة في يزد وأبر كوه وبيابانك لمُدَّة سبع سنوات، ثم عُيِّن وزيرًا على أصفهان وهو من أبرز المناصب في المنطقة. وهناك اشتهر بأُسلوبه العقلاني تجاه سُكَّانها وقُدرته الماهرة على حلِّ الخِلافات. وتوفي فيها سنة 1576. وقد كان مُتزوجًا من ابنة الملا آقا دوتدار.
بعد وفاته، اختار ابنه الأصغر ميرزا غياث بك الانتقال إلى الهند المغوليَّة، حيث أصبح رجل دولة رفيع المُستوى والوزير الأعظم لسلطنة مغول الهند. والابن الآخر لمحمد شريف هو محمد طاهر وصلي، وكان رجلاً مُتعلمًا قام بتأليف الشعر بتخلص وصلي.

## ذريته
- ميرزا غياث بك: الوكيل المطلق في الهند المغولية.
  - أبو الحسن آصف خان: الوزير الأعظم للهند المغولية.
    - ممتاز محل: سلطانة الهند المغولية زوجة السلطان شهاب الدين شاهجهان وقد بني تاج محل ليكون قبرًا لها تكريمًا لها.
    - شايسته خان: قائد عسكري وصوبه دار البنغال.
      - پري بيبي: أميرة في سلطنة مغول الهند.

  - نور جهان: سُلطانة مغول الهند وزوجة السُلطان نور الدين جهانكير، توصف بأنها القوة وراء العرش وقد تمكنت من إبقاء عرش المغول ثابتًا.
  - إبراهيم خان فتح جنغ: قائد عسكري ومحارب متمرس.
- محمد طاهر وصلي: شاعر ومثقف كتب أشعاره بتخلص (وصلي).